# Mandy Moore
Mandy Moore, all'anagrafe Amanda Leigh Moore (Nashua, 10 aprile 1984), è una cantautrice e attrice statunitense.
Nota cantante, Mandy è anche un'attrice. Ha fatto il suo debutto cinematografico nel 2001 nelle commedie Il dottor Dolittle 2 e Pretty Princess al fianco di Anne Hathaway. Nel 2002 ottiene il suo primo ruolo da protagonista ne I passi dell'amore - A Walk to Remember, tratto dal romanzo di Nicholas Sparks. È in seguito apparsa in film come Romance & Cigarettes (2005), American Dreamz (2006), Perché te lo dice mamma (2007) e Licenza di matrimonio (2007). Nel 2016 recita sul piccolo schermo nel ruolo di Rebecca Pearson nella serie televisiva di successo This Is Us, per la quale riceve una nomination ai Golden Globe.

## Carriera

### Esordi
Nata nel New Hampshire e figlia di Stacy, giornalista e Don Moore, pilota dell'American Airlines, si trasferisce con la famiglia a Orlando in Florida dopo poche settimane dalla nascita. Già all'età di tredici anni si esibisce nella maggior parte degli stadi sportivi di Orlando, cantando l'inno americano.
Dopo aver firmato un contratto discografico a quattordici anni, debutta nell'estate del 1999 con il singolo Candy. Il singolo scala le classifiche musicali di gran parte del mondo, viene infatti certificato Disco d'oro in America e Disco di platino in Australia. Il suo album di debutto So Real esce nel dicembre del 1999, venendo raffigurata dalla critica come l'ennesimo clone di Britney Spears. In tre mesi dall'uscita l'album vende oltre 3 milioni di copie in tutto il mondo e viene certificato disco di platino negli Stati Uniti.
Sempre nel 2001 debutta come attrice a fianco ad Anne Hathaway e Julie Andrews nel film Pretty Princess.

### Affermazione

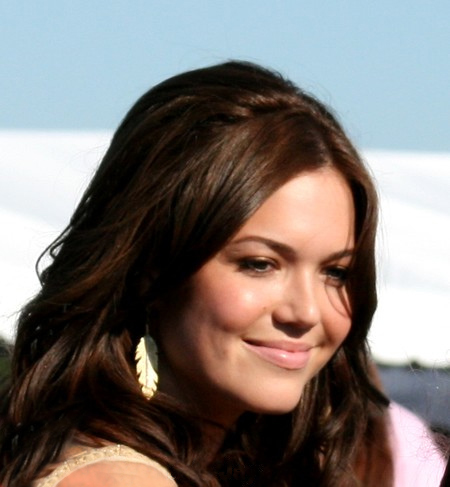
Mandy Moore nel 2007

Nel 2001 pubblica l'omonimo album Mandy Moore, contenente un suono più vicino alla dance e ad un genere di pop più maturo rispetto ai precedenti lavori. Apprezzato dalla critica, nella settimana di debutto nel mercato americano si piazza alla 35º posto della Billboard 200 vendendo oltre 20.000 copie nella prima settimana. Il primo singolo, In My Pocket riscuote un discreto successo nelle classifiche americane rispecchiando allo stesso tempo i canoni artistici delle rivali quali Britney Spears e Christina Aguilera. La canzone in questione mostra l'artista più matura in un pezzo dance, abbandonando l'immagine di ragazzina ingenua. La canzone viene certificata Disco d'oro in Australia. Come singolo successivo viene lanciato Crush, un pezzo pop che non riesce a riscuotere il successo dei precedenti singoli, ma che ottiene buone recensioni dalla critica americana. Entra comunque in varie classifiche e riesce a piazzarsi al primo posto dei video musicali più visti della trasmissione americana TRL.
Parallelamente alla carriera di cantante, ottiene la parte da protagonista nel film I passi dell'amore affiancata a Shane West. Il film esce nelle sale americane all'inizio del 2002 ottenendo subito successo in tutto il mondo e sebbene la critica americana non apprezzi interamente la sceneggiatura, la prestazione di Moore è ben apprezzata e lodata e riceve anche alcuni premi per la parte interpretata.
Come terzo singolo dell'album uscito l'anno precedente viene scelto Cry, una delle più celebri canzoni dell'artista, inserita nella colonna sonora de I passi dell'amore: ottiene gran successo in Asia e Australia. Come ultimi singoli vengono pubblicati 17 e Saturate Me, entrambi con sound R&B, mirati esclusivamente a scopo promozionale. A differenza degli altri singoli, per questo non viene girato il video musicale poiché Moore è maggiormente concentrata sulla carriera cinematografica e sul suo nuovo album. Dall'uscita ad oggi l'album Mandy Moore ha venduto oltre 500.000 copie in America, dove è stato premiato con il Disco d'oro; nel resto del mondo sono state vendute oltre un milione e mezzo di copie.

### Coveragee la chiusura con la Epic
Nel 2003 recita in due commedie romantiche: All I Want - Tutto quello che voglio e Contratto d'amore, a fianco rispettivamente di Elijah Wood e Allison Janney. Lo stesso anno pubblica Coverage, una raccolta di canzoni anni '80. Oltre a riscuotere buone critiche l'album vende nella prima settimana oltre 50.000 copie, stabilendo un record per l'artista. A causa delle basse vendite del disco, che si aggiravano sulle 250 mila copie solo negli States, la Epic Records decide di chiudere il contratto discografico pubblicando le prime due raccolte musicali dell'artista The Best of Mandy Moore che vende all'incirca 100.000 copie e Candy.
Nel 2004, Moore si dedica esclusivamente alla carriera da attrice recitando nella commedia romantica Amori in corsa e la commedia satirica Saved! con Jena Malone e Macaulay Culkin. Quest'ultima in particolare, sebbene non riscosse grande successo al botteghino, ottenne ottime critiche riguardo all'interpretazione di Moore. Nel 2005 recita nel musical Romance & Cigarettes con Kate Winslet e Susan Sarandon. Nel 2006 recita in Southland Tales - Così finisce il mondo con Sarah Michelle Gellar e Justin Timberlake.

### Wild Hope: il cambiamento al folk/country
Dopo aver lasciato la Sony, passa alla Sire Records che fa parte della Warner Bros., e registra il demo Hey! che viene pubblicato sul suo sito ufficiale. In seguito però, senza nemmeno incidere un disco, decide di abbandonarli ed elimina la canzone dal suo repertorio.
Il 2007 segna il ritorno sulle scene musicali e cinematografiche. Il 19 giugno pubblica Wild Hope, un album interamente co-scritto che vanta collaborazioni di molti cantautori pop-folk come Lori Mckenna e Rachael Yamagata. La stessa Moore afferma: «Non sono mai stata così attaccata a un disco, sono molto orgogliosa del risultato, ci sono voluti due anni ma alla fine ce l'ho fatta.» Ad aprile 2007, Moore partecipa ai The BR!CK Awards, trasmessi dal canale The CW, dove canta per la prima volta il suo nuovo singolo Extraordinary. Nella settimana di debutto ovvero quella tra il 19 giugno e il 25 giugno l'album si piazza alla posizione numero n. 30 della classifica di Billboard, vendendo oltre 28.000 copie.
Mandy intraprende nell'estate del 2007 il Wild Hope Tour facendo il tutto esaurito in tutte le città come afferma il documentario I Am Mandy Moore presentato sul Canale Oxygen. Sono note in questo periodo moltissime apparizioni per promuovere i singoli e l'album, ma soprattutto la sua carriera di attrice. Partecipa a ben tre film, Perché te lo dice mamma, Licenza di matrimonio e Dedication; quest'ultimo uscito solo negli Stati Uniti. Cresce così la stima della critica nei confronti di Mandy, grazie alle interpretazioni accanto ad attori come Diane Keaton e Robin Williams.

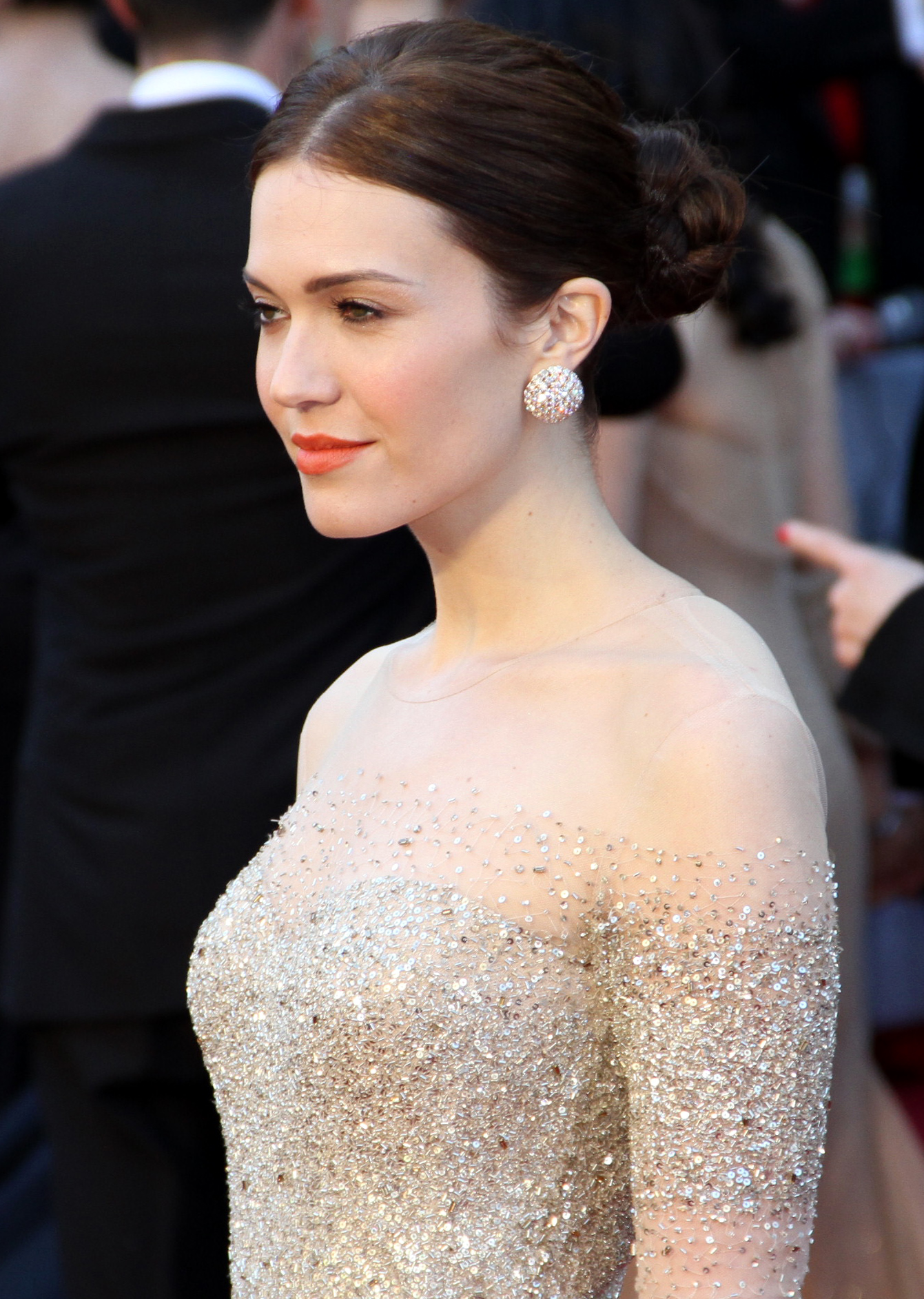
Mandy Moore ai Premi Oscar 2011

Per la prima volta Mandy prolunga il suo tour aggiungendo delle tappe in Australia, dove presenta il disco e nello stesso tempo partecipa al concerto di Ben Lee con il quale ha cantato la canzone Birds And Bees presente nell'album Ripe. Sempre in Australia Mandy apre i concerti della sua collega Kelly Clarkson e le vendite dell'album si alzano. Le vendite totali dell'album si aggirano sulle 500 mila copie. Il secondo singolo Nothing That You Are ha avuto un lieve successo in più ma ha finalità puramente promozionale. Il 2007 e il 2008 sono l'anno del ritorno e del cambiamento musicale di Mandy Moore che afferma: «Inizialmente mi davano delle canzoni e mi dicevano "adesso vai in sala e incidile", ma adesso le parole che canto in questo disco sono le mie, è stato un processo complicato ma non rinnego nulla del mio passato da pop artist, sono cresciuta e con me è cresciuta la mia musica.»

### Amanda Leigh
Il primo singolo I Could Break your heart any day of the week è stato presentato per la prima volta con l'uscita del mensile Marie Claire nell'aprile del 2009, in cui Mandy parla del nuovo sound dell'album e racconta delle sue nozze con il cantautore Ryan Adams avvenute a marzo 2009 in Georgia. Il singolo viene pubblicato in digitale nel marzo dello stesso anno su iTunes e ottiene un buon successo. Lo stesso viene presentato in molti spettacoli come il Late Night with Conan O'Brien oppure il The Ellen DeGeneres Show.
Il 26 maggio 2009 viene pubblicato Amanda Leigh, che nella settimana di debutto vende oltre 15.000 copie, e si piazza alla posizione 25 della classifica di Billboard. Pur non riuscendo a riscuotere un notevole successo, l'album è acclamato dalla critica e viene distribuito in tutto il mondo in forma digitale su iTunes Store.
Questo album come il precedente Wild Hope, vanta collaborazioni di successo, come quelle con il cantautore Mike Viola e la cantautrice Inara George. Non può mancare la presenza di Lori McKenna, con la quale ha scritto il brano Everblue. L'album in complesso ha venduto 30.000 copie, oltre a 45.000 digitali, ed è stato presentato in un mini tour di 5 date tra cui New York, per invogliare i giovani a riascoltare i suoni vintage degli anni '80. Il secondo singolo dell'album è Fern Dell una canzone molto introspettiva e curiosa che Mandy Moore ha pubblicato solo in digitale poco dopo la fine del suo minitour nei pub americani. Durante lo stesso periodo Mandy è tornata in sala di incisione per nuove canzoni di progetti cinematografici.
La canzone colonna sonora del film Rapunzel - L'intreccio della torre è stata presentata agli Academy Awards 2011 in nomination come Miglior canzone originale. Nel 2016 va in onda la prima serie dell'acclamato show televisivo della NBC This Is Us; la Moore ricopre il ruolo della protagonista, Rebecca Pearson, fino alla conclusione della serie nel 2022. Per questo ruolo è stata nominata ai Golden Globe
Nel 2017 è protagonista del thriller 47 metri, diretto da Johannes Roberts, e in cui recita accanto a Claire Holt e Matthew Modine.
Dopo aver terminato il suo Tour destinato alla presentazione del suo nuovo album Wild Hope, ha preso parte all'Identified Tour con la pop star Vanessa Hudgens aprendo i suoi concerti e talvolta talmente tanto acclamata rimaneva sul palco a cantare celebri canzoni dei suoi precedenti album. Ha aperto anche i concerti della cantante Kelly Clarkson. Ha preso parte come Guest star insieme a Lori Mckenna del Concerto del suo coautore Mike Viola. In un'intervista Mandy ha sottolineato più volte di voler fare un tour oltre oceano in Europa.
Con una cover di I feel the earth move, prende parte a Love Rocks, compilation a favore dei diritti dei gay. È stata guest star di alcuni episodi della serie Scrubs - Medici ai primi ferri, How I Met Your Mother e Grey's Anatomy. Assieme a Justin Timberlake prende parte al videoclip di Original sin di Elton John diretto da David LaChapelle.
Mandy ha anche scritto una canzone per il film High School Musical cantata da Vanessa Hudgens. Ha prestato la voce al personaggio di Aerith Gainsborough nel primo episodio della serie di videogiochi Kingdom Hearts. Nel 2000 ha duettato con gli Nsync nella canzone On the line che era la colonna sonora del film omonimo.
Nel marzo 2019 riceve una stella sulla Hollywood Walk of Fame.

### Silver Landings
Il 17 settembre 2019 viene pubblicato il singolo When I Wasn't Watching, primo singolo estratto dal settimo album in studio. Il 1 novembre 2019 esce un nuovo singolo promozionale dal nuovo album chiamato I'd Rather Lose.
A gennaio 2020 viene lanciato il secondo singolo dell'album Save a Little for Yourself. Poco dopo vengono annunciati il titolo e la data di uscita del album: Silver Landings che è stato pubblicato 6 marzo con etichetta Verve Forecast, prodotto da Mike Viola (con cui aveva già lavorato nell'album Amanda Leigh), e di suo marito Taylor Goldsmith, frontman della band The Dawes.
L'11 febbraio 2020 viene estratto il singolo Fifteen.

### In Real Life
L'8 marzo 2022 pubblica In Real Life, il primo singolo estratto dall'omonimo album In Real Life,pubblicato il 13 maggio 2022, scritto e prodotto da Mike Viola, Taylor Goldsmith e Mandy Moore. Il singolo è stato seguito da Little Dreams e Four Moons.

## Vita privata
Nel 2004 frequenta Zach Braff; la loro relazione viene resa pubblica durante un party per la raccolta fondi del Partito Democratico degli Stati Uniti. Il 10 marzo 2009 ha sposato il cantante Ryan Adams, in una cerimonia privata in Georgia. La notizia delle nozze venne resa nota solo due settimane dopo. Nel gennaio 2015 la coppia annuncia il divorzio. Dal luglio 2015 ha una relazione con Taylor Goldsmith, chitarrista dei Dawes, con cui si è sposata il 18 novembre 2018 a Los Angeles; la coppia ha tre figli.

## Discografia
- 1999 – So Real
- 2000 – I Wanna Be with You
- 2001 – Mandy Moore
- 2003 – Coverage
- 2007 – Wild Hope
- 2009 – Amanda Leigh
- 2020 – Silver Landings
- 2022 – In Real Life

## Filmografia

### Attrice

#### Cinema
- Pretty Princess (The Princess Diaries), regia di Garry Marshall (2001)
- I passi dell'amore - A Walk to Remember (A Walk to Remember), regia di Adam Shankman (2002)
- Tutto quello che voglio (All I Want), regia di Jeffrey Porter (2002)
- Contratto d'amore (How to Deal), regia di Clare Kilner (2003)
- Amori in corsa (Chasing Liberty), regia di Andy Cadiff (2004)
- Saved!, regia di Brian Dannelly (2004)
- Romance & Cigarettes, regia di John Turturro (2005)
- American Dreamz, regia di Paul Weitz (2006)
- Southland Tales - Così finisce il mondo (Southland Tales), regia di Richard Kelly (2006)
- Dedication, regia di Justin Theroux (2007)
- Perché te lo dice mamma (Because I Said So), regia di Michael Lehmann (2007)
- Licenza di matrimonio (License to Wed), regia di Ken Kwapis (2007)
- Swinging with the finkels, regia di Jonathan Newman (2011)
- Amore e matrimonio (Love, Wedding, Marriage), regia di Dermot Mulroney (2011)
- Hotel Noir, regia di Sebastian Gutierrez (2012)
- 47 metri (47 Meters Down), regia di Johannes Roberts (2017)
- Darkest Minds (The Darkest Minds), regia di Jennifer Yuh Nelson (2018)
- Midway, regia di Roland Emmerich (2019)

#### Televisione
- Entourage - serie TV
- Scrubs - Medici ai primi ferri - serie TV, episodi 5x09-5x10 (2006)
- How I Met Your Mother - serie TV, episodio 3x01 (2007)
- Grey's Anatomy - serie TV, 4 episodi (2010)
- Family Trap, regia di Shawn Levy - film TV (2012)
- Red Band Society - serie TV, (2014-2015)
- This Is Us - serie TV (2016–2022)
- Dr. Death - serie TV, 8 episodi (2023)

### Doppiatrice

#### Cinema
- Striscia, una zebra alla riscossa, regia di Frederik Du Chau (2005)
- Il dottor Dolittle 2, regia di Steve Carr (2001)
- Koda, fratello orso 2, regia di Ben Gluck (2006)
- Rapunzel - L'intreccio della torre (Tangled), regia di Nathan Greno e Byron Howard (2010)
- Ralph spacca Internet (Ralph Breaks the Internet), regia di Phil Johnston e Rich Moore (2018)

#### Televisione
- I Simpson (The Simpsons) - serie TV, episodio 17x22 (2006)
- Rapunzel - Le incredibili nozze (Tangled Ever After), regia di Byron Howard e Nathan Greno - cortometraggio (2012)
- Tron - La serie (Tron: Uprising) - serie TV, 19 episodi (2012-2013)
- Callie sceriffa del West (Sheriff Callie's Wild West) - serie TV, 23 episodi (2013-2017)
- Rapunzel - Prima del sì (Tangled: Before Ever After) - film TV, regia di Tom Caulfield e Stephen Sandoval (2017)
- Rapunzel - La serie (Tangled: The Series) - serie TV (2017-2020)

#### Videogiochi
- Kingdom Hearts (2002)

## Doppiatrici italiane
Nelle versioni in italiano dei suoi lavori, Mandy Moore è stata doppiata da:
- Domitilla D'Amico ne I passi dell'amore - A Walk to Remember, Amori in corsa, Saved!, Romance & Cigarettes, American Dreamz, Perché te lo dice mamma, Midway
- Emanuela D'Amico in Grey’s Anatomy, This Is Us
- Barbara De Bortoli in Pretty Princess
- Alessia Amendola in Scrubs - Medici ai primi ferri
- Eleonora De Angelis in Tutto quello che voglio
- Debora Magnaghi in How I Met Your Mother
- Claudia Razzi in Southland Tales - Così finisce il mondo
- Connie Bismuto in Licenza di matrimonio
- Perla Liberatori in Red Band Society
- Federica De Bortoli in 47 metri
- Chiara Gioncardi in Darkest Minds

Da doppiatrice è sostituita da:
- Federica De Bortoli in Sofia la principessa, Rapunzel - Prima del sì (dialoghi), Rapunzel - La serie (dialoghi), Ralph spacca Internet
- Laura Chiatti in Rapunzel - L'intreccio della torre, Rapunzel - Le incredibili nozze, Once Upon a Studio
- Ilaria De Rosa in Callie sceriffa del West (canto), Rapunzel - Prima del sì (canto), Rapunzel - La serie (canto)
- Domitilla D'Amico in Tron - La serie, Callie sceriffa del West (dialoghi)
- Ilary Blasi ne I Simpson
- Barbara De Bortoli in Striscia, una zebra alla riscossa
- Myriam Catania in Koda, fratello orso 2

## Riconoscimenti (parziale)
MTV Movie Awards
- 2002 – Miglior performance rivelazione femminile in I passi dell'amore - A Walk to Remember[11]
- 2017 - Candidatura alla miglior performance in una serie per This Is Us[12]

People's Choice Awards
- 2020 – Drama TV Star per This Is Us[13]